# Olga Borodiná
Olga Vladímirovna Borodiná (en ruso: О́льга Влади́мировна Бородина́; n. San Petersburgo; 29 de julio de 1963) es una mezzosoprano rusa de destacada actuación internacional, considerada la sucesora de Irina Arjípova y Yelena Obraztsova.
Fue estudiante del Conservatorio de San Petersburgo y descubierta por el director Valeri Guérguiev que propició su debut en la compañía del Kírov del Teatro Mariinski de San Petersburgo en 1987. 
En 1992, debutó en el Covent Garden de Londres con Plácido Domingo en Sansón y Dalila.
Siguieron exitosos debuts en el Metropolitan Opera (1997) y la Ópera de San Francisco (1995) y otras casas líricas como la Ópera Estatal de Viena, Ópera de la Bastilla y el Festival de Salzburgo en 1997 en Borís Godunov.
Su repertorio cubre el espectro de mezzosoprano dramática como Dalila, Carmen, Eboli, Laura, Didon, Amneris, Marfa, La Cenerentola, Marguérite en La Damnation de Faust y Principessa en Adriana Lecouvreur, papel que marcó su debut en La Scala de Milán en 1999.
Está casada con el bajo Ildar Abdrazákov.

## Discografía de referencia
- Berlioz: Romeo y Julieta / Davis

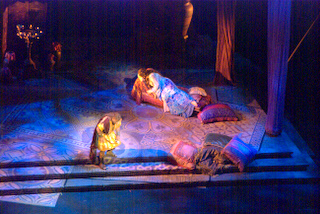
Dalila en San Francisco, 2007.

- Berlioz: La mort de Cleopatre / Guérguiev
- Borodín: Prince Igor / Guérguiev, Kírov Opera
- Cilea: Adriana Lecouvreur / Brignoli (DVD)
- Músorgski: Borís Godunov / Guérguiev, Kírov Opera
- Músorgski: Jovánschina / Guérguiev, Kírov Opera
- Músorgski: Borís Godunov / Guérguiev, Kírov Opera (DVD)
- Prokófiev: Aleksandr Nevsky / Guérguiev
- Prokófiev: War And Peace / Valeri Guérguiev, Kírov Opera
- Rimski-Kórsakov: The Tsar's Bride / Guérguiev, Kírov Opera
- Saint-Saëns: Samson Et Dalila / Levine, Met Opera (DVD)
- Saint-Saëns: Samson Et Dalila / Davis
- Chaikovski: Eugenio Oneguin / Bychkov
- Chaikovski: Pique Dame / Guérguiev, Kírov Opera
- Chaikovski: None But The Lonely Heart / Canciones, Guérguiev
- Verdi: Aida / Harnoncourt
- Verdi: La Forza Del Destino / Guérguiev
- Verdi: Requiem / Guérguiev
- Arias & Duets / Olga Borodina & Dmitri Hvorostovsky

## Premios
- 1988 Medalla de Oro, Concurso Rosa Ponselle, New York
- 1989 Competencia Francisco Viñas, Barcelona
- 2002 Artista del Pueblo de Rusia
- 2006 Premio de la Federación de Rusia.
- 2007 Opera News Award.